# Péma Tönyö Nyinjé
Taï Sitou Rinpoché
Pema Wangchuk Gyalpo
Péma Tönyö Nyinjé (tibétain : པད་མ་དོན་ཡོད་ཉིན་བྱེད་དབང་པོ, Wylie : pad ma don yod nyin byed dbang po, né le 9 mars 1954 à Palyul au Tibet oriental) est le 12e Taï Sitou Rinpoché, deuxième en importance de l’école karma-kagyu après le Karmapa dont il est un des régents avec Gyelstab Rinpoché, le Kongtrulpa et le Shamarpa.

## Biographie

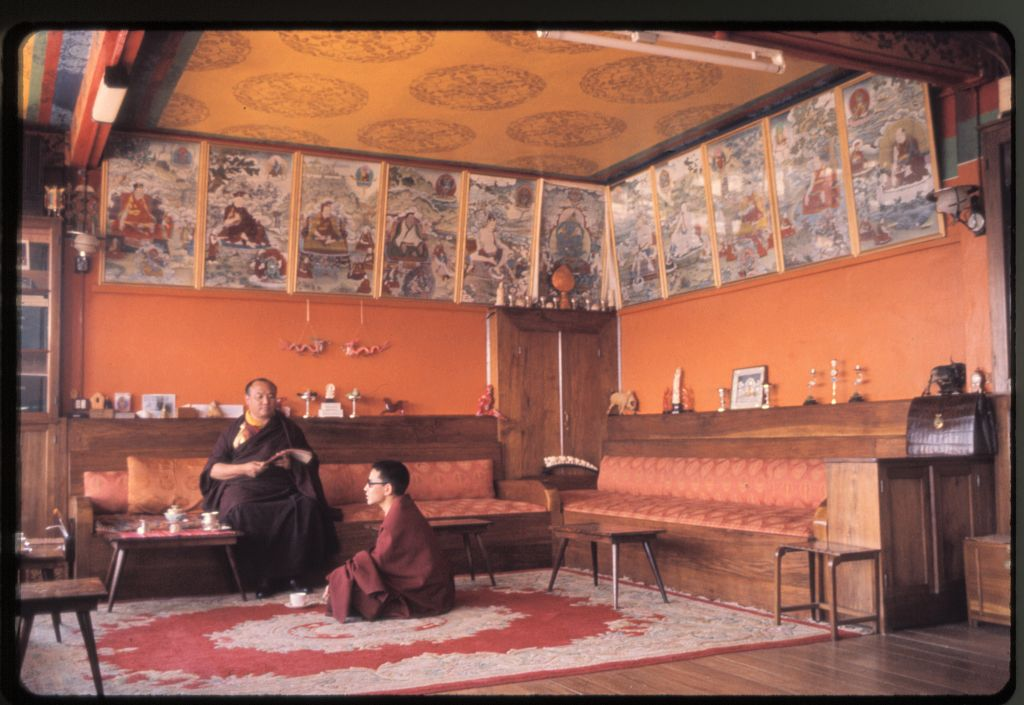
Le 16e Karmapa avec le 11e Taï Sitoupa, au monastère de Rumtek au Sikkim

Péma Tönyö Nyinjé est né en 1954 dans une famille de fermiers à Palyul dans la région de Dege, à l’est du Tibet.  Séjournant au monastère de Palpung en rentrant d’un voyage en Chine en 1955, le 16e Karmapa l’a reconnu comme réincarnation du 11e Taï Sitoupa, et procéda à son intronisation à Palpung en présence du roi de Dergué. Quelques jours plus tard, il reçoit son nom du dharma du 14e Dalaï-lama de retour de Chine également. Alors qu’il a 5 ans, les conditions politiques au Tibet le conduisent à s’exiler avec le groupe mené par le 16e Karmapa, partit avant la chute de Lhassa. Il s’installe  au Bhoutan où le roi Jigme Dorji Wangchuck avait été un disciple du 11e Taï Sitou Rinpoché. Puis, il rejoint le Karmapa au monastère de Rumtek au Sikkim en Inde. Il contracte la tuberculose, est soigné à Darjeeling avant de revenir au Sikkim. C’est ainsi qu’il reçoit du représentant suprême de la lignée Kagyü et d’autres nombreux maîtres placés sous sa direction tous les enseignements et initiations de la tradition. Le 16e Karmapa lui-même avait reçu les enseignements du 11e Tai Sitoupa. À 22 ans, en 1975,  à la requête des disciples tibétains établis dans le Nord de l’Inde, il commence à assumer ses fonctions en fondant le projet du monastère de Shérab Ling, un centre d’enseignement fondé en 1977. En 1981, il visite le monastère de Samye Ling en Écosse, et se rendra alors régulièrement dans les centres Kagyüpa en Amérique du Nord, d’Europe et d’Asie du Sud-Est y enseignant la philosophie et la méditation. Il rencontre aussi les représentants d’autres confessions et d’organisations humanitaires. Son premier retour au Tibet est effectué durant l’hiver 1984. Dans le but de pallier le besoin spirituel des fidèles, invité par un grand nombre de monastères de plusieurs traditions, il dispense alors enseignements et initiations devant parfois 100 000 personnes et dans des zones aussi isolées que le monastère de Palpung.
En 1989, il conduit un pèlerinage dédié à la paix dans le monde. À cette occasion, un documentaire a été réalisé où figure une audience avec le pape Jean-Paul II, un échange avec des moines bénédictins à Assise, des prières pour la paix sur le Mont Shasta et un dialogue inter-religieux en Inde avec des chefs des principales confessions. 1991 fait l’objet d’un second voyage au Tibet à l’occasion duquel il ordonne 1 200 nones et moines et transmet une succession d’initiations (Dam Nga Zod) attendues par 65 lamas réincarnés, les sanghas de 92 monastères, et d’innombrables laïcs.
Le 12e Taï Sitou Rinpoché continue les traditions de la lignée de pratique de ses prédécesseurs. Professeur renommé du bouddhisme, il forme la prochaine génération de ses maîtres. 
À un niveau plus personnel Taï Sitou Rinpoché est un disciple, un poète, un calligraphe, un artiste, un auteur, un architecte et un géomancien.

## La reconnaissance du17eKarmapa

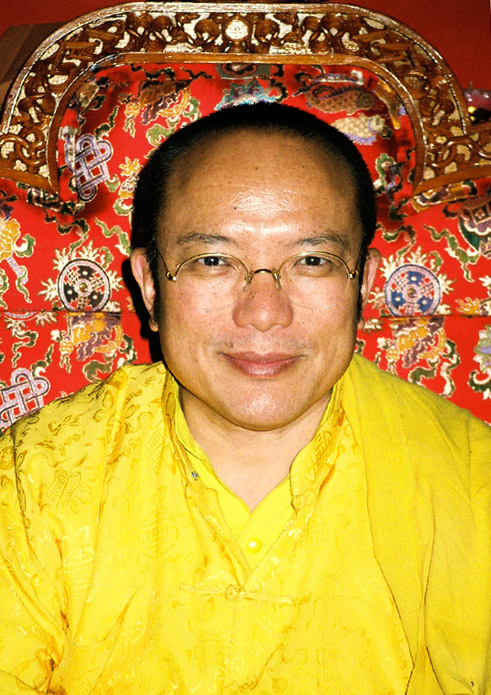
Tai Sitou Rinpoché en février 2008

### Orgyen Trinley Dorje, le Karmapa protégé
Le 16e Karmapa, son principal instructeur, est décédé en 1981 et c’est auprès d’Orgyen Trinley Dorje, le 17e Karmapa reconnu par lui, que Taï Sitou Rinpoché assure à son tour le rôle de guide spirituel. En effet, le 16e Karmapa, tout comme ses prédécesseurs en leur temps, avait laissé une lettre de prédiction quant à sa nouvelle incarnation qui fut trouvée en 1992 dans une amulette qu’il avait remise à Taï Sitou Rinpoché.
Orgyen Trinley Dorje est né le 26 juin 1985 dans une famille de nomades du Kham dans le Sud-Est du Tibet, de Karma Döndrub Tashi et de sa femme Loga. Il fut découvert par une équipe envoyée au Tibet par Taï Sitou Rinpoché puis conduit au monastère de Tsourphou, siège traditionnel des Karmapa, près de Lhassa. Le 27 septembre 1992, il y fut intronisé par Taï Sitou Rinpoché et Gyaltsab Rinpoché. À la veille de l’an 2000, le 17e Karmapa Orgyen Trinley Dorje a réalisé une évasion audacieuse à partir de son monastère au Tibet, pour pouvoir continuer ses études religieuses. Taï Sitou Rinpoché guide à présent sa formation spirituelle en exil à Dharamsala en Inde.

## Publications

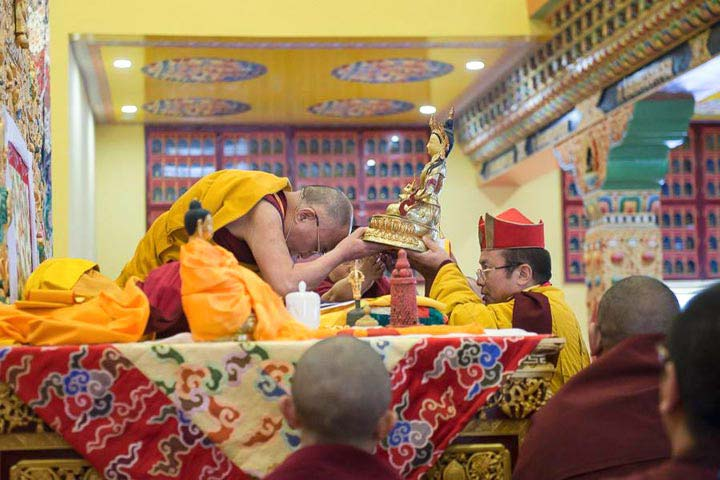
Taï Sitou Rinpoché conférant une initiation de longue vie au 14e dalaï-lama à Palpung Sherab Ling, 11 mai 2015.

- Avec Lea Terhune, Quand le ciel et la terre s’entrelacent, traduit de l'anglais par Tashi Tcheudreun, Claire lumière, 2005,  (ISBN 2905998784 et 9782905998781), (en) Relative World, Ultimate Mind (1992)
- (en) Way to go. Sowing the Seed of Buddha 1985,  (ISBN 0-906181-04-6)
- (en) Tilopa: Some Glimpses of His Life (1989)
- (en) Awakening the Sleeping Buddha (1996)
- (en) Mahamudra Teachings (2002)
- (en) Aspiration Prayer of Mahamudra (2002) with the third Karmapa
- (en) Ground, Path and Fruition (2005) Palpung Publications,  (ISBN 978-1-877294-35-8)
- (en) Praises and Prostrations to the Twenty-one Taras. Zhyisil Chokyi Ghatsal Trust, 2009,  (ISBN 978-1-877294-44-0)
- Nectar of Dharma: The Sacred Advice. Zhyisil Chokyi Ghatsal Trust, 2008,  (ISBN 1-877294-41-1) (Volume One),  (ISBN 1-877294-42-X) (Volume Two),  (ISBN 1-877294-43-8) (Volume Three)